# 第五二三海軍航空隊
第五二三海軍航空隊（だい523かいぐんこうくうたい）、日本海軍の部隊の一つ。絶対国防圏防衛の主力爆撃機隊として、太平洋戦争終盤に最前線で雷撃・爆撃・哨戒行動に従事した。通称は「鷹部隊」。

## 沿革
基地航空隊として整備完成を急いでいた第一航空艦隊の一翼を担う爆撃機隊の一つとして整備され、香取飛行場で編制された。絶対国防圏の策定に合わせ、一航艦のマリアナ諸島前進命令に従いマリアナ入り。以後、マリアナ諸島・パラオ諸島での機動部隊迎撃に投入された。
- 昭和18年（1943年）

11月5日　第五二一海軍航空隊の艦上爆撃機隊を分離独立し、美幌飛行場を原隊として開隊。第一航空艦隊直卒（彗星24機）。
　　　　　　　　　香取飛行場を拠点に訓練に従事（実際は彗星15機程度）。
- 昭和19年（1944年）

2月1日　一航艦は戦隊制度を導入、第六十一航空戦隊に編入。
　　　　　　　　　先発隊12機でテニアン島に進出、うち2機はサイパン島に残留。地上要員は後日龍鳳に便乗してテニアンに進出。
2月23日　マリアナ諸島空襲に遭遇。6機で爆撃、戦果なし・2機喪失。地上撃破と着陸事故で8機喪失。
3月29日　香取から増援隊12機、サイパン島に到着。
3月30日　パラオ大空襲に際し、サイパン派遣隊全機、哨戒中に敵戦闘機から奇襲攻撃、11機喪失。
4月15日　第二次増援隊5機、テニアン島に到着。
4月30日　第三次増援隊12機、グァム島に到着。
5月　　　「渾作戦」発動。ペリリュー島に9機派遣。
6月12日　「あ号作戦」発動。6機で対艦爆撃、戦果なし・5機喪失。
6月15日　ヤップ島に5機派遣。
6月17日　第五〇三海軍航空隊と共同で全力出撃。計17機のうちグァムに帰還したのは6機。
6月19日　最後の稼動機2機出撃。戦果なく2機とも喪失。
7月10日　解隊。
ヤップ島・ペリリュー島に派遣した機体は遊兵化し、マリアナ諸島3ヵ所に散在した機体すべてを失ったために解散を余儀なくされた。テニアン島には60名ほどの隊員が取り残されたが、テニアン地上戦で8月2日までに玉砕したと伝えられる。亀井司令はそのまま残留し、解散したマリアナ諸島の各航空隊地上員を統括する「マリアナ海軍航空隊」司令に横滑りしたが、各自が地上戦を展開するしか手立てはなく、亀井司令もグァムで戦死した。

## 主力機種
- 彗星

## 歴代司令
- 根来茂樹 中佐：昭和18年11月5日 - 昭和18年11月11日
- 和田鉄次郎 中佐：昭和18年11月11日 - 昭和19年7月10日